# Eduard Mușuc
Eduard Mușuc (n. 25 septembrie 1975, Bălți) este un om politic moldovean, deputat în Parlamentul Republicii Moldova pe listele Partidului Comuniștilor între anii 2009–2014.